# سبوغلينة أوريغونية
سبوغلينة أوريغونية (الاسم العلمي: Siboglinum oregoni) هي نوع من الحيوانات تتبع جنس السبوغلينة من فصيلة سبوغلينات.